# Tytanozaury (rodzina)
Tytanozaury (Titanosauridae) – rodzina zauropodów z grupy tytanozaurów (Titanosauria).
Przedstawione zostały trzy zbliżone definicje filogenetyczne Titanosauride (wszystkie typu node-based): Salgado i współpracowników (1997), wedle której Titanosauridae to klad obejmujący ostatniego wspólnego przodka Epachthosaurus scuittoi, Malawisaurus dixeyi, Argentinosaurus huinculensis, Titanosauridae indet. (DGM "Seria B"), Opisthocoelicaudia skarzynskii, Aeolosaurus, Alamosaurus sanjuanensis, Saltasaurinae i wszystkich jego potomków, Gonzáleza Rigi (2003), według której Titanosauridae to klad obejmujący ostatniego wspólnego przodka Malawisaurus, Epachthosaurus, Argentinosaurus, Opisthocoelicaudia, Aeolosaurus, Alamosaurus, Saltisaurinae i wszystkich jego potomków oraz Salgado (2003), wedle której Titanosauridae to klad obejmujący ostatniego wspólnego przodka Epachthosaurus i Saltasaurus i wszystkich jego potomków.
Paul Sereno stwierdza, że rodzaj Titanosaurus jest zbyt słabo poznany, by być taksonem nominotypowym, dlatego też nie powinno się używać nazw Titanosaurinae, Titanosauridae i Titanosauroidea, jednak w niektórych późniejszych badaniach nazwa Titanosauridae była stosowana.